# Ketevan Mučednice
Ketevan Mučednice (cca 1560? – 13. září 1624) byla královnou Kachetského království ve východní Gruzii. Byla zabita v Šírázu v Íránu po dlouhém mučení safíovskými suzerény z Gruzie za odmítnutí vzdát se křesťanství a konvertovat k islámu.

## Život
Ketevan se byla dcerou prince Ašotana z dynastie Muchrani (Bagrationové) a manželkou prince Davida Kachetie, budoucího krále Davida I. Kachetského v letech 1601–1602. Po Davidově smrti se Ketevan zabývala náboženskými stavbami a charitou. Nicméně když Davidův bratr Konstantin zabil svého vládnoucího otce Alexandra II. a v roce 1605 si s podporou íránských Safíovců uzurpoval korunu, shromáždila Ketevan kachetské šlechtice a s armádou vyrazila proti otcovrahovi. Uzurpátor zemřel v bitvě. Podle safíovského úředníka a kronikáře, Fażliho Ḵuzāni, prokázala Ketevan charakteristické milosrdenství Konstantinovým přeživším stoupencům a důstojníkům. Nařídila, aby se se zraněnými nepřátelskými vojáky zacházelo odpovídajícím způsobem a přijala je, pokud chtěli. Muslimští obchodníci, kteří utrpěli ve válce, byli kompenzováni a osvobozeni. Ketevan nechala Konstantinovo tělo v klidu poslat do Ardabílu.
Po povstání vyjednala se šáhem Abbásem I. Velikým, který byl nadřízený nad Gruzií, aby potvrdil jejího nezletilého syna Teimuraze kachetským králem, zatímco ona převzala funkci regenta.
V roce 1614 poslal Teimuraz Ketevan jako vyjednavačku k šáhovi Abbásovi, Ketevan se stala čestným rukojmím v neúspěšném pokusu zabránit tomu, aby bylo kachetské království napadeno Íránem. Několik let byla držena v Šírázu, dokud jí Abbás I. nenařídil zříci se křesťanství, což odmítla a v roce 1624 byla umučena rozžhavenými kleštěmi. Části jejích pozůstatků byly tajně převezeny portugalskými katolickými misionáři z řádu augustiniánů, očitými svědky mučednictví, do Gruzie a pohřbeny v klášteře Alaverdi. Zbytek jejích pozůstatků byl údajně pochován v augustiniánském kostele v Goy v Indii.
Královna Ketevan byla kanonizována patriarchou Zachariášem z Gruzie a den 13. září byl Gruzínskou pravoslavnou církví zaveden jako její vzpomínkový den.